# Szényi Péter
Szényi Péter (Budapest, 1987. március 18. –) világbajnok magyar párbajtőrvívó.

## Sportpályafutása
Budapesten a Munkácsi Mihály Általános iskolában volt tanuló, amikor az MTK vívószakosztálya szervezésében a vívással kezdett foglalkozni. Első kiemelkedő sikere, hogy 2011 augusztusban a Sencsenben rendezett nyári universiadén aranyérmet nyert.
A 2011-es vívó-világbajnokságon Cataniában ezüstérmes a párbajtőrcsapattal. A Budapesten rendezett 2013-as vívó-világbajnokságon világbajnok az Imre Géza, Rédli András és Boczkó Gábor alkotta magyar férfi párbajtőrcsapattal.